# كونستانس كولير
كونستانس كولير (بالإنجليزية: Constance Collier)‏ هي كاتبة سيناريو وممثلة بريطانية، ولدت في 22 يناير 1878 في المملكة المتحدة، وتوفيت في 25 أبريل 1955 بمانهاتن في الولايات المتحدة.

## أعمال

### أفلام
- (1935) آنا كارنينا
- (1937) باب المسرح

## وصلات خارجية
- كونستانس كولير على موقع IMDb (الإنجليزية)
- كونستانس كولير على موقع ألو سيني (الفرنسية)
- كونستانس كولير على موقع أول موفي (الإنجليزية)
- كونستانس كولير على موقع قاعدة بيانات برودواي على الإنترنت (الإنجليزية)
- كونستانس كولير على موقع قاعدة بيانات الأفلام السويدية (السويدية)
- كونستانس كولير على موقع إن إن دي بي (الإنجليزية)
- كونستانس كولير على موقع قاعدة بيانات الفيلم (الإنجليزية)
- كونستانس كولير على موقع كينوبويسك (الروسية)